# Rennrodel-Weltcup 1984/85
Die Weltcupsaison 1984/85 im Rennrodeln begann am 15. Dezember 1984 im damals jugoslawischen Sarajevo  und endete am 10. März 1985 in Oberhof in der DDR. Weiterer Saisonhöhepunkt waren die Rennrodel-Weltmeisterschaften  in Oberhof.
Gesamtweltcupsieger wurde bei den Frauen Cerstin Schmidt aus der DDR, bei den Männern blieb der Weltcup in italienischer Hand. Im Einzel siegte Norbert Huber und bei den Doppelsitzern gewann das Duo Hansjörg Raffl/Norbert Huber.
Die Saison wurde an sechs Weltcupstationen in Europa ausgetragen.

## Weltcupergebnisse
| Datum                 | Ort          | Disziplin     | Sieger                           | Zweiter                            | Dritter                           |
| --------------------- | ------------ | ------------- | -------------------------------- | ---------------------------------- | --------------------------------- |
| 15./16. Dezember 1984 | Sarajevo     | Einsitzer (F) | Andrea Hatle                     | Marie-Luise Rainer                 | Veronika Oberhuber                |
| 15./16. Dezember 1984 | Sarajevo     | Einsitzer (M) | Hansjörg Raffl                   | Paul Hildgartner                   | Johannes Schettel                 |
| 15./16. Dezember 1984 | Sarajevo     | Doppel (M)    | Hansjörg Raffl Norbert Huber     | Thomas Schwab Wolfgang Staudinger  | Stefan Ilsanker Georg Hackl       |
| 12./13. Januar 1985   | Imst         | Einsitzer (F) | Cerstin Schmidt                  | Ute Oberhoffner                    | Annefried Göllner                 |
| 12./13. Januar 1985   | Imst         | Einsitzer (M) | Norbert Huber                    | Gerhard Sandbichler                | Markus Prock                      |
| 12./13. Januar 1985   | Imst         | Doppel (M)    | Georg Fluckinger Franz Wilhelmer | Hans-Joachim Menge Detlef Bertz    | Thomas Schwab Wolfgang Staudinger |
| 18./19. Januar 1985   | Igls         | Einsitzer (F) | Natalja Lissiza                  | Nadeschda Schmitowa                | Marie-Luise Rainer                |
| 18./19. Januar 1985   | Igls         | Einsitzer (M) | Norbert Huber                    | Markus Prock                       | Gerhard Sandbichler               |
| 18./19. Januar 1985   | Igls         | Doppel (M)    | Hansjörg Raffl Norbert Huber     | Georg Fluckinger Franz Wilhelmer   | Hans-Joachim Menge Detlef Bertz   |
| 2./3. Februar 1985    | Hammarstrand | Einsitzer (F) | Steffi Martin                    | Ute Oberhoffner                    | Annefried Göllner                 |
| 2./3. Februar 1985    | Hammarstrand | Einsitzer (M) | Markus Prock                     | Michael Walter                     | Norbert Huber                     |
| 2./3. Februar 1985    | Hammarstrand | Doppel (M)    | Rene Keller Lutz Kühnlenz        | Jörg Hoffmann Jochen Pietzsch      | Hansjörg Raffl Norbert Huber      |
| 23./24. Februar 1985  | Königssee    | Einsitzer (F) | Steffi Martin                    | Andrea Hatle                       | Ute Oberhoffner                   |
| 23./24. Februar 1985  | Königssee    | Einsitzer (M) | Norbert Huber                    | Georg Hackl                        | Michael Walter                    |
| 23./24. Februar 1985  | Königssee    | Doppel(M)     | Jörg Hoffmann Jochen Pietzsch    | Stefan Fischer Max Burghartswieser | Rene Keller Lutz Kühnlenz         |
| 9./10. März 1985      | Oberhof      | Einsitzer (F) | Cerstin Schmidt                  | Ute Oberhoffner                    | Gabriele Kohlisch                 |
| 9./10. März 1985      | Oberhof      | Einsitzer (M) | Jens Müller                      | Torsten Görlitzer                  | Jörg Hoffmann                     |
| 9./10. März 1985      | Oberhof      | Doppel(M)     | Jörg Hoffmann Jochen Pietzsch    | Rene Keller Lutz Kühnlenz          | Thomas Schwab Wolfgang Staudinger |

## Weltcupstände

### Frauen
| Rang | Rodlerin           | Land       |
| ---- | ------------------ | ---------- |
| 1.   | Cerstin Schmidt    | DDR        |
| 2.   | Ute Oberhoffner    | DDR        |
| 3.   | Marie-Luise Rainer | Italien    |
| 4.   | Annefried Göllner  | Österreich |
| 5.   | Andrea Hatle       | BRD        |
| 6.   | Steffi Martin      | DDR        |

### Männer
| Rang | Rodler              | Land          |
| ---- | ------------------- | ------------- |
| 01.  | Norbert Huber       | Italien       |
| 02.  | Markus Prock        | Österreich    |
| 03.  | Gerhard Sandbichler | Österreich    |
| 03.  | Wolfgang Schädler   | Liechtenstein |
| 05.  | Jens Müller         | DDR           |
| 06.  | Hansjörg Raffl      | Italien       |

### Doppelsitzer
| Rang | Duo                               | Land           |
| ---- | --------------------------------- | -------------- |
| 01.  | Hansjörg Raffl/Norbert Huber      | Italien        |
| 02.  | Georg Fluckinger/Franz Wilhelmer  | Österreich     |
| 03.  | Rene Keller/Lutz Kühnlenz         | DDR            |
| 04.  | Jörg Hoffmann/Jochen Pietzsch     | DDR            |
| 05.  | Thomas Schwab/Wolfgang Staudinger | BR Deutschland |
| 06.  | Helmut Brunner/Walter Brunner     | Italien        |